# Мадонна во славе с серафимами
Мадонна в славе с серафимами — картина размером 120 на 65 см, выполненная темперой Сандро Боттичелли в 1469―1470 годах, находится в Галереи Уффици в Флоренции.

## История
Сначала картина была официально зарегистрирована в инвентаре Галереи Уффици в течение 1784—1825 в качестве работы анонимного автора.
Впоследствии различные ученые-искусствоведы подтвердили авторство Сандро Боттичелли, картина была выполнена в 1469—1470 годах.

## Описание
Опираясь на пример Филиппо Липпи и Андреа Верроккьо, художник дает обновленную интерпретацию образа Мадонны. Он удлиняет пропорции фигуры, подчеркивает тонкие руки.
На голове Марии изображается прозрачная вуаль — деталь, которую он заимствует у Филиппо Липпи и будет часто повторять. Свободно ниспадает её одеяние, не похожее на костюм горожанки, что характерно для картин его учителя, несущих в себе жизненные ассоциации.
С головой, поникшей, словно цветок, Богоматерь выглядит трогательной и хрупкой. почти бесплотной, хотя драпировки пластично облегают её тело.
Херувимы, образующие ореол вокруг головы Мадонны, — этот символический мотив прославления — лишь подчеркивают смиренность представленного Боттичелли образа.